# Sial
Sial (od Si + Al) – dawna nazwa warstwy wyróżnianej w obrębie skorupy ziemskiej. Współcześnie częściej nazywana warstwą granitową. Sial stanowi najbardziej zewnętrzną warstwę skorupy ziemskiej tworząc kontynenty. Jego gęstość wynosi 2,7 g/cm³. Główne pierwiastki budujące warstwę to krzem (Si) i glin (Al). Wraz ze wzrostem głębokości sial przechodzi stopniowo w gęstszą simę (obecnie nazywaną warstwą bazaltową). Umowną granicą gęstości jest nieciągłość Conrada, przyjęta dla średniej gęstości 2,8 g/cm³.